# Contea di Jackson (Carolina del Nord)
La contea di Jackson in inglese Jackson County è una contea dello Stato della Carolina del Nord, negli Stati Uniti. La popolazione al censimento del 2000 era di 33 121 abitanti. Il capoluogo di contea è Sylva.

## Storia
La contea di Jackson fu costituita nel 1852.